# Список млекопитающих Палау
Этот список является списком видов млекопитающих обитающих на территории Палау, здесь насчитывается 12 видов млекопитающих, из которых нет видов, находящихся на грани исчезновения, 2 — под угрозой исчезновения, 1 вид является уязвимым и нет видов близких к уязвимому положению. 1 из видов, перечисленных для Палау, считается вымершим.
Следующие теги используются для выделения статуса сохранения каждого вида по оценке МСОП:
| EX | Extinct               | Исчезнувший                       |
| EW | Extinct in the wild   | Исчезнувшие в дикой природе       |
| CR | Critically Endangered | Находится под критической угрозой |
| EN | Endangered            | Находится под угрозой             |
| VU | Vulnerable            | Уязвим                            |
| NT | Near Threatened       | Близкий к угрожающему состоянию   |
| LC | Least Concern         | В наименьшей угрозе               |
| DD | Data Deficient        | Сведения недостаточны             |
| NE | Not Evaluated         | Виды с неисследованным статусом   |

Некоторые виды были оценены с использованием более ранних критериев. Виды, оцененные с использованием этой системы, имеют следующие категории вместо угрожаемых и наименее опасных:
| LR/cd | Lower risk/conservation dependent | Виды, которые были в центре внимания программ сохранения и, возможно, перешли в категорию более высокого риска, если эта программа была прекращена. |
| LR/nt | Lower risk/near threatened        | Виды, которые близки к тому, чтобы классифицироваться как уязвимые, но не являются объектом программ сохранения.                                    |
| LR/lc | Lower risk/least concern          | Виды, для которых не существует идентифицируемых рисков.                                                                                            |

## Подкласс:Звери

### Инфракласс:Eutheria

#### Отряд:Сирены

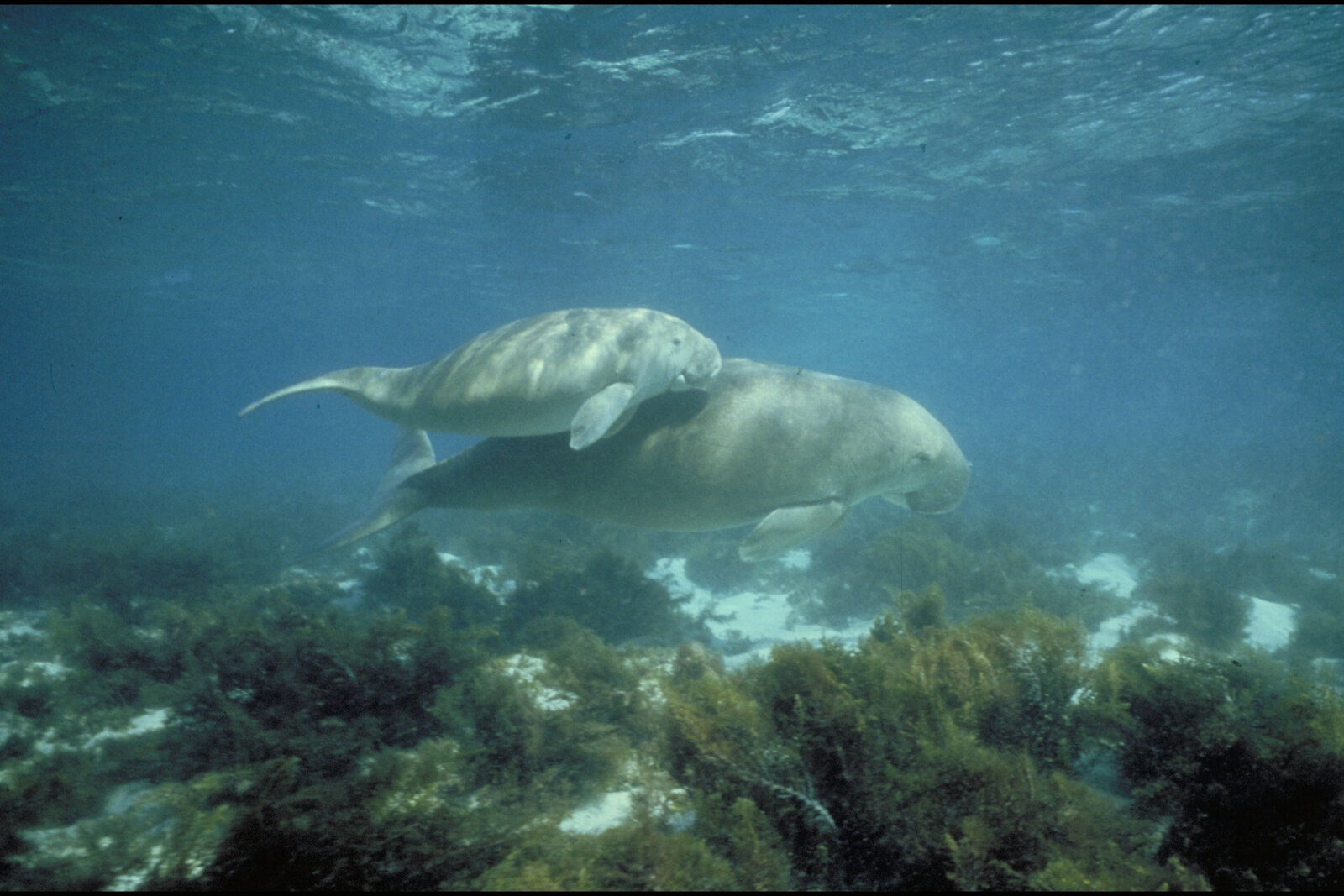
Дюгонь

- Семейство: Дюгоневые
  - Род: Дюгони
    - Дюгонь, Dugong dugon VU

#### Отряд:Приматы
- Подотряд: Сухоносые приматы
  - Инфраотряд: Обезьянообразные
    - Парвотряд: Узконосые обезьяны
      - Надсемейство: Собакоголовые

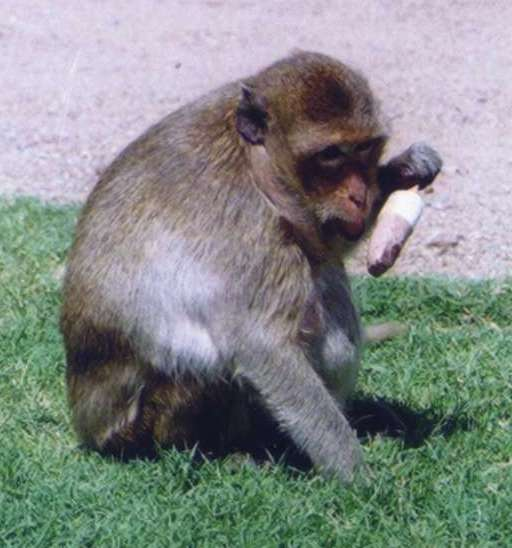
Макак-крабоед

        - Семейство: Мартышковые (Обезьяны Старого Света)
          -             - Род: Макаки
              - Макак-крабоед, Macaca fascicularis LR/nt

#### Отряд:Рукокрылые
- Семейство: Крылановые (летающие лисицы, летучие мыши Старого Света)
  - Подсемейство: Pteropodinae
    - Род: Летучие лисицы
      - Марианская летучая лисица, Pteropus mariannus EN
      - Палауская летучая лисица, Pteropus pilosus EX
- Семейство: Футлярохвостые
  - Род: Афроазиатские мешкокрылы
    - Полинезийский мешкокрыл, Emballonura semicaudata EN

#### Отряд:Китообразные
- Подотряд: Усатые киты
  - Семейство: Полосатиковые
    - Подсемейство: Balaenopterinae
      - Род: Полосатики
        - Полосатик Идена, Balaenoptera edeni DD[2]
- Подотряд: Зубатые киты
  - Надсемейство: Platanistoidea
    - Семейство: Кашалотовые
      - Род: Кашалоты
        - Кашалот, Physeter macrocephalus VU

    - Семейство: Карликовые кашалоты
      - Род: Карликовые кашалоты
        - Малый карликовый кашалот, Kogia sima LR/lc

    - Семейство: Клюворыловые
      - Подсемейство: Hyperoodontinae
        - Род: Ремнезубы
          - Тупорылый ремнезуб, Mesoplodon densirostris DD
          - Японский ремнезуб, Mesoplodon ginkgodens DD

    - Семейство: Дельфиновые (морские дельфины)
      - Род: Продельфины
        - Длиннорылый продельфин, Stenella longirostris LR/cd

      - Род: Малайзийские дельфины
        - Малайзийский дельфин, Lagenodelphis hosei DD

      - Род: Серые дельфины
        - Серый дельфин, Grampus griseus DD

      - Род: Карликовые косатки
        - Карликовая косатка, Feresa attenuata DD

      - Род: Гринды
        - Короткоплавниковая гринда, Globicephala macrorhynchus LR/cd